# Fòrum Democràtic Hongarès
Fòrum Democràtic Hongarès (hongarès Magyar Demokrata Fórum, MDF) va ser un partit polític d'Hongria de centredreta, demòcrata cristià i conservador, dirigit per Dávid Ibolya. La seva figura emblemàtica fou József Antall, primer ministre d'Hongria de 1990 a 1993. Abans de 2002 va ser part d'un govern de coalició amb Fidesz – Unió Cívica Hongaresa i tenia 24 escons en l'Assemblea Nacional entre 2002 i 2006.
A les eleccions europees de 2004 va obtenir el 5,3% (164.025 vots) dels vots i assolí un eurodiputat, que formava part del Grup Partit Popular Europeu, del que també n'era membre.
El 2010 el partit va perdre tota representació parlamentària, dissolent-se l'any següent en favor del nou projecte Comunitat Democràtica de Benestar i Llibertat (JESZ), el qual tampoc assoliria cap èxit i es dissoldria novament al 2023.

## Resultats electorals
| Any  | Vots                   | %                      | Escons    | +/- | Govern            |
| ---- | ---------------------- | ---------------------- | --------- | --- | ----------------- |
| 1990 | 1,214,359              | 24,73%                 | 164 / 386 | Nou | Coalició          |
| 1994 | 633,157                | 11,73%                 | 38 / 386  | 127 | Oposició          |
| 1998 | 127,118                | 2,8%                   | 17 / 386  | 21  | Coalició          |
| 2002 | En coalició amb Fidesz | En coalició amb Fidesz | 24 / 386  | 7   | Oposició          |
| 2006 | 272,831                | 5,04%                  | 11 / 386  | 13  | Oposició          |
| 2010 | 136,895                | 2,67%                  | 0 / 386   | 11  | Extraparlamentari |

### Parlament Europeu
| Any  | Vots    | %          | Escons | +/- | Notes |
| ---- | ------- | ---------- | ------ | --- | ----- |
| 2004 | 164,025 | 5.34% (4t) | 1 / 24 |     |       |
| 2009 | 153,660 | 5.31% (4t) | 1 / 22 | =   |       |